# Sielenwang
Der Sielenwang ist ein Berg am Nordrand der Schwäbischen Alb.
Der Gipfel des Sielenwang liegt 722,8 m ü. NHN. Der Berg grenzt im Osten an das Fuchseck und im Westen an den Kornberg. Viele Wanderrouten führen über den Sielenwang. Auf dem Berg befindet sich auch eine Hütte des Schwäbischen Albvereins. Außerdem befindet sich auf dem Sielenwang ein Flugplatz für kleine Motor- und Segelflugzeuge, der Nortel.
Der Gipfel des Berges liegt auf der Gemarkung der Gemeinde Gammelshausen im Landkreis Göppingen. In etlichen Voralbgemeinden gibt es Straßen, die den Namen des Berges tragen. So gibt es beispielsweise in der Gemeinde Heiningen die Sielenwangstraße.